# Gesetz zur Neugliederung der Gemeinden im Bereich des Harzes
Das Gesetz zur Neugliederung der Gemeinden im Bereich des Harzes – umgangssprachlich Harzgesetz genannt – ist ein Gesetz zur Neugliederung der Gemeinden im Bereich des Harzes, das am 1. Juli 1972 in Kraft trat. Es wurde zur Beseitigung der alten Verwaltungsstrukturen, die noch aus der Zeit vor dem Zweiten Weltkrieg stammten, vom Niedersächsischen Landtag erlassen.
Diese Gebietsreform reduzierte die Anzahl der Gemeinden um 51 durch Eingemeindung und Zusammenschlüsse. Zudem wurden die Anzahl der Landkreise um zwei reduziert und die Landkreisgrenzen geändert. Das Harzgesetz gehört zu einer Reihe von Gebietsreformen im Land Niedersachsen, die von 1972 bis 1977 stattgefunden haben.

## Reform der Landkreise
Die bestehenden Landkreise Blankenburg, Goslar und Zellerfeld wurden aufgelöst. Mit deren Gebieten sowie einem Teil des Landkreises Wolfenbüttel (u. a. die Städte Bad Harzburg und Oker) wurde teilweise der neue Landkreis Goslar gebildet, welcher Rechtsnachfolger der drei aufgelösten Landkreise wurde. Der neue Landkreis Goslar umfasste die Städte Altenau, Bad Harzburg, Braunlage, Clausthal-Zellerfeld, Goslar, St. Andreasberg, Vienenburg und Wildemann, die Gemeinden  Liebenburg und Schulenberg im Oberharz sowie einen Teil des gemeindefreien Gebietes Harz, dessen Südgrenze neu festgelegt wurde. Dieser neugebildete Landkreis blieb dem Verwaltungsbezirk Braunschweig zugeordnet, dem der Landkreis Zellerfeld nicht angehört hatte.
In den Landkreis Osterode am Harz wurden die Bergstadt Bad Grund (Harz) und die Gemeinden Lerbach, Lonau, Riefensbeek-Kamschlacken und Sieber, die zuvor alle dem Landkreis Zellerfeld angehörten, und die Gemeinden Wieda, Walkenried und Zorge (zuvor Landkreis Blankenburg) sowie der Südteil des gemeindefreien Gebiets Harz eingegliedert. Dieser erweiterte Landkreis gehörte zum Regierungsbezirk Hildesheim.

## Eingemeindungen und Gemeindezusammenschlüsse
- Die Gemeinden Bettingerode, Bündheim, Harlingerode und Westerode (Landkreis Wolfenbüttel) wurden mit der Stadt Bad Harzburg zusammengeschlossen.

- Die Gemeinden Dörnten, Groß Döhren, Heißum, Klein Döhren, Klein Mahner, Liebenburg, Neuenkirchen, Ostharingen, Othfresen und Upen wurden in die neue Gemeinde Liebenburg eingegliedert.

- Die Gemeinden Immenrode, Lengde, Lochtum, Weddingen und Wiedelah wurden in die Stadt Vienenburg eingemeindet.

- Die Stadt Oker sowie die Gemeinden Hahndorf, Hahnenklee-Bockswiese und Jerstedt wurden in die Stadt Goslar eingemeindet.

- Die Gemeinde Buntenbock wurde in die Bergstadt Clausthal-Zellerfeld eingemeindet.

- Die Gemeinde Hohegeiß wurde in die Stadt Braunlage eingemeindet.

- Die Gemeinde Neuhof, Steina und Tettenborn wurden in die Stadt Bad Sachsa eingemeindet.

- Die Gemeinden Barbis, Bartolfelde und Osterhagen wurden in die Stadt Bad Lauterberg im Harz eingemeindet.

- Die Gemeinden Lonau, Pöhlde, Scharzfeld und Sieber wurden in die Stadt Herzberg am Harz eingemeindet.

- Die Gemeinden Dorste, Förste, Lerbach, Marke, Nienstedt am Harz und Riefensbeek-Kamschlacken sowie der Ortsteil Düna der Gemeinde Hörden am Harz wurden in die Stadt Osterode am Harz eingemeindet.

- Die Gemeinde Teichhütte wurde in den Flecken Gittelde eingemeindet.

- Die Gemeinde Willensen wurde in die Gemeinde Eisdorf eingemeindet.

- Die Gemeinden Bilderlahe, Engelade, Herrhausen, Ildehausen, Kirchberg und Münchehof wurden in die Stadt Seesen eingemeindet.

- Die Bergstadt Lautenthal, die Gemeinden Astfeld, Bredelem  und Wolfshagen im Harz wurden mit der Stadt Langelsheim zusammengeschlossen.